# Castinus
Flavius Castinus était un personnage important de l'Empire romain au début du Ve siècle. 
Il avait le titre de patrice à la fin du règne d'Honorius, et vraisemblablement déjà auparavant. À la mort de cet empereur en 423, alors que l'empereur d'Orient Théodose II hésitait sur le choix d'un nouvel empereur pour l'Occident, Castinus choisit de placer sur le trône son favori, Jean, un haut fonctionnaire de la cour (primicerius notariorum). Il fut consul lui-même l'année suivante, 424. Cependant, la position de Jean était très délicate et l'ensemble de l'Empire restait dévoué à la lignée théodosienne. Jean fut capturé au cours de l'année 425 et exécuté, et il est probable que Castinus ait connu le même sort.